# Pewnego razu w Anatolii
Pewnego razu w Anatolii (tur. Bir zamanlar Anadolu'da, 2011) – turecko-bośniacki psychologiczny dramat kryminalny w reżyserii Nuri Bilge Ceylana.
Światowa premiera filmu miała miejsce 21 maja 2011 roku podczas 64. Międzynarodowego Festiwalu Filmowego w Cannes, gdzie film był wyświetlany w Konkursie Głównym i gdzie otrzymał nagrodę Grand Prix.
Polska premiera odbyła się 21 lipca 2011 w ramach 11. Międzynarodowego Festiwalu Filmowego "Nowe Horyzonty" we Wrocławiu. Emisją filmu zapoczątkowano otwarcie tego festiwalu.

## Treść
Dramat psychologiczny na tle kryminalnym, opowiedziany z punktu widzenia towarzyszącego ekipie lekarza – człowieka przeżywającego własne problemy emocjonalne, który po odnalezieniu ciała uczestniczy też w sądowej sekcji zwłok ofiary mordu. Do końca dokładnie nie wiadomo, kim był zabity, z jakiej zginął przyczyny, który z braci zabił – tj. jakie było konkretnie tło i motyw zbrodni. Traktowane są one jako twórczy pretekst i kanwa przez reżysera skupiającego się na niemal dokumentalnym pokazaniu ciągu zdarzeń i stworzeniu specyficznej atmosfery tego sądowo-kryminalnego przypadku.

## Obsada
- Muhammet Uzuner – doktor Cemal
- Yılmaz Erdoğan – komisarz Naci
- Taner Birsel – prokurator Nusret
- Ahmet Mümtaz Taylan – kierowca Arap Ali
- Fırat Tanış – podejrzany Kenan
- Uğur Arslanoğlu – kierowca Tevfik
- Murat Kılıç – funkcjonariusz policji İzzet
- Şafak Karali – pisarz sądowy Abidin
- Emre Şen – sierżant Önder
- Ercan Kesal – sołtys
- Cansu Demirci – córka sołtysa
- Erol Eraslan – Yaşar, ofiara morderstwa
- Burhan Yıldız – podejrzany Ramazan
- Nihan Okutucu – Gülnaz, żona Yaşara

i inni

## Nagrody i nominacje
64. Międzynarodowy Festiwal Filmowy w Cannes
- nagroda: Grand Prix – Nuri Bilge Ceylan
- nominacja: Złota Palma – Nuri Bilge Ceylan

25. ceremonia wręczenia Europejskich Nagród Filmowych
- nominacja: Najlepszy Europejski Reżyser – Nuri Bilge Ceylan
- nominacja: Najlepszy Europejski Operator – Gökhan Tiryaki